# 東京ピアノ工業
東京ピアノ工業株式会社（とうきょうピアノこうぎょう）は、かつて存在したピアノ製造業者である。1949年創業。イースタイン (EASTEIN) ブランドのピアノを生産していたことで知られる。本社は東京、製造工場は宇都宮市にあった。

## 歴史
- 1949年4月発足。発足時の社長は松尾新一（松尾伝蔵長男）、工場長は瀬島利四夫（瀬島龍三弟。のち2代目社長）。
- 1964年、ピアノ調律師の杵淵直知を技術顧問に迎えた[1]。
- 1973年3月4日倒産。
- 1973年7月10日社員有志により、自主生産組織東京ピアノ親和会として再発足。
- 1990年6月15日廃業。

## ブランド
- UNIVERSAL（ユニバーサル）（初期）
- EASTEIN（イースタイン）

EASTEINというブランド名は、東京ピアノ工業の東から「EAST」と有名ピアノメーカースタインウェイ・アンド・サンズ（STEINWAY & SONS）を連想させるSTEINを組み合わせて作られた。
イースタインブランドは、アップライトピアノではブリュートナーのコピーのB型、ベーゼンドルファーのコピーのT型がある。グランドピアノも製作しており、円形支柱など構造と音色に特徴がある。